# Marques (França)
Marques (França) é uma comuna francesa na região administrativa da Normandia, no departamento de Sena Marítimo. 